# Уварова, Ольга Николаевна
Дама Ольга Николаевна Уварова (9 июля 1910, Москва — 29 августа 2001) — английский ветеринар, первая женщина-президент Королевского колледжа ветеринарной хирургии, кавалерственная дама ордена Британской империи.

## Биография
Родилась в семье успешного юриста Николая Петровича Уварова (1875—1920). Племянница энтомолога Бориса Уварова.
После революции Н. П. Уваров отправил семью (жену Елену с четырьмя детьми) к своему отцу в Уральск. Ольга и братья заболели брюшным тифом. Матери удалось вылечить детей, однако вскоре она умерла сама. В 1920 г. отец был арестован и расстрелян областной ЧК.
Брат Н. П. Уварова, Борис, эмигрировавший в Англию, помогал отцу и племянникам высылая деньги, одежду и продукты. В 1922 г. появилась возможность через Американский Красный Крест вывезти детей. Однако стоимость переправки из Советской России была так высока, что Уваровы смогли заплатить только за одного ребёнка. После трудных размышлений Борис и его жена Анна выбрали Ольгу, ровесницу их сына Евгения. Хлопоты заняли почти полтора года. В 1923 г. Ольгу привезли в Эстонию и посадили на пароход, направлявшийся в Англию, где её, исхудавшую и больную малярией, встретил её дядя.
Окончила Королевский ветеринарный колледж Лондонского университета (1934), где завоевала бронзовые медали по физиологии и гистологии.
По окончании института была ассистентом в общей ветеринарной практике, в 1944 году начала собственную практику в Суррее. Среди её клиентов были Королевское общество защиты животных и стадион для собачьих бегов. В начале 1950-х перешла в фармацевтическую промышленность, возглавляла ветеринарный информационный отдел в компании Glaxo Laboratories (1967—1970). В дальнейшем работала в службе технической информации Британской ветеринарной ассоциации, в 1976—1978 годах была советником ассоциации по технической информации (должность предполагала совмещение практической, исследовательской и организационной работы).
Была президентом Общества женщин-ветеринарных хирургов (1947—1949) и Центрального ветеринарного общества (1951—1952). В 1965 году была награждена золотой медалью Центрального ветеринарного общества. В 1968 году была избрана членом совета Королевского колледжа ветеринарной хирургии, в 1973 — феллоу, а в 1976 — стала первой женщиной-президентом колледжа. В последующие годы она была востребована как участник парламентских и прочих комиссий, занимавшихся ветеринарными вопросами, а также как докладчик на международных ветеринарных симпозиумах. Кроме того, она написала более 40 научных работ по ветеринарной фармакологии и терапевтике.
В 1978 году была назначена командором, в 1983 — дамой-командором Ордена Британской империи.
Последние годы жизни провела в доме престарелых в Хэтч энде, где скончалась в 2001 году.

## Личная жизнь
Никогда не была замужем. Интересовалась литературой, искусством и балетом.

## Память
- В её честь названа исследовательская медаль Дамы Ольги Уваровой (англ. Dame Olga Uvarov Research Medal) — премия в тысячу фунтов за ветеринарные исследования.

- В 2000 году фонд Королевского колледжа ветеринарной хирургии объявил сбор средств, чтобы отметить вклад Ольги Николаевны в ветеринарную науку. Фонд учредил стипендию Дамы Ольги Уваровой для студентов-ветеринаров.